# Anton Kraus (Historienmaler)
Anton Kraus (* 1838 in Bamberg; † 1872 in Olevano, Italien) war ein deutscher Künstler, Zeichner und Historienmaler.

## Leben
Anton Kraus war der Sohn eines Kaufmanns in Bamberg. Er besuchte in Nürnberg zunächst die Gewerbschule und lernte bei Johann Lorenz Theodor Rothbart zu litographieren. 1861 wurde Kraus an der Kunstakademie München in die Komponierklasse von Moritz von Schwind aufgenommen.
Bei Carl von Piloty setzte er 1868 sein Studium fort. Er erhielt wegen seiner Leistungen ein Stipendium, mit dem er eine längere Studienreise nach Italien antreten konnte. Auf dieser Reise starb er 1872 in Olevano durch einen Blutsturz. Kraus wurde von Hyacinth Holland gewürdigt als „originelles, poetisches, phantasiebegabtes Talent, welches sich gerne in romantischen Stoffen erging, ebenso aber auch den Bedürfnissen der Gegenwart und der neuesten Zeitgeschichte mit gleicher Geschicklichkeit gerecht wurde.“

## Werk
Die Themen seiner Gemälde fand der Künstler überwiegend in der deutschen Geschichte. So z. B. die Werke Aus der Burggrafenzeit Nürnbergs, Konrad II. unterdrückt einen nächtlichen Aufstand zu Ravenna die Einnahme von Pavia, Rudolf von Habsburg und der Priester. Auch Themen die mit der Geschichte seiner Heimatstadt zusammenhängen, waren ihm wichtig z. B. Einholung des Papstes Benedict VII. durch König Heinrich II. zu Bamberg, Heinrich und sein Lehrer Bischof Wolfgang von Regensburg, Heinrich nimmt die Leiche Kaiser Otto's III. bei Polling in Empfang, oder König Stephan I. auf der Freithe (Museen der Stadt Bamberg).

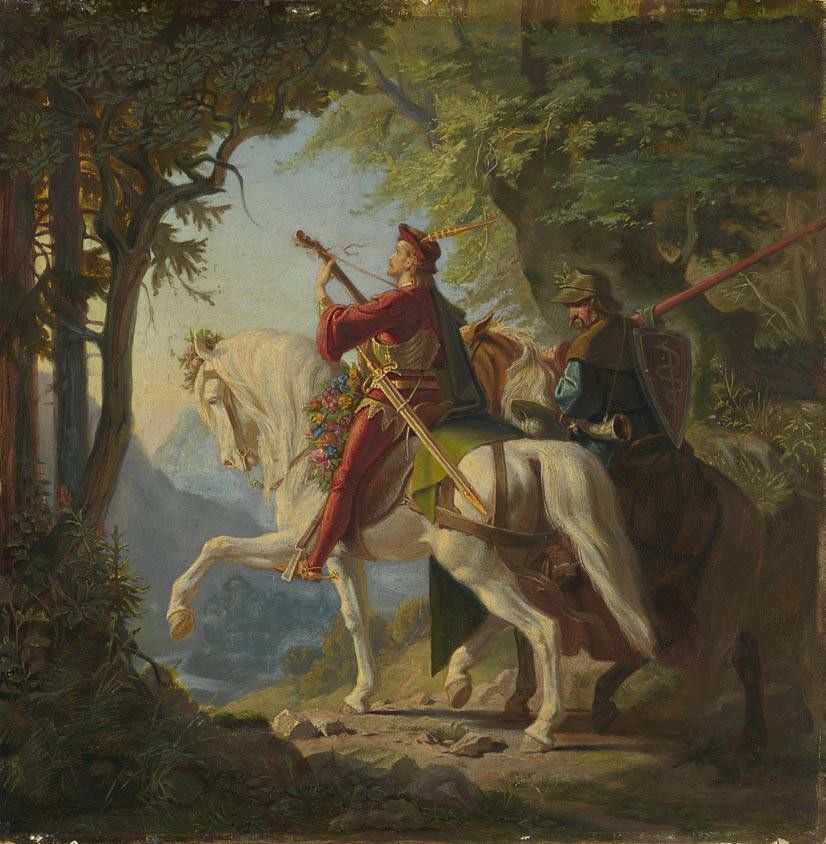
Ein Minnesänger mit seinem Knappen, in der Schack Galerie in München. 29 cm auf 28 cm – Bezeichnet mit 1867 A K

Sein erstes Ölbild (Minnesänger mit seinem Knappen) wurde nach einer Ausstellung im Münchener Kunstverein von Adolf Friedrich von Schack für die Sammlung Schack angekauft.

## Werke (Auswahl)
- Minnesänger mit seinem Knappen, Öl auf Holz (Sammlung Schack, München)
- Streiter Gottes (Museen der Stadt Bamberg)
- Geheime Correspondenz (1869)
- Julie beim Eremiten (1870)
- Zähmung der Widerspenstigen (1871).
- Erinnerungsblätter an die Turnerfeste 1860 und 1862
- Festzug des Salzburger Volksfestes (1867)
- Die Ankunft der ersten französischen Gefangenen im Münchener Bahnhof (1870)
- Bildnis eines Knaben (nach Justus Sustermans), Öl auf Leinwand (Sammlung Schack, München)